# Un'emozione da poco/Questa è vita
Un'emozione da poco/Questa è vita è un singolo della cantante Anna Oxa, pubblicato dalla casa discografica RCA Italiana nel 1978.
Il disco è stato anche al vertice della hit parade italiana, risultando il 14º più venduto nel 1978.
Mentre Un'emozione da poco fu inserita nell'album Oxanna, Questa è vita rimase inedita su LP.

## Un'emozione da poco
Un'emozione da poco è il brano, scritto da Ivano Fossati per il testo e da Guido Guglielminetti per la musica, che si classificò al secondo posto al Festival di Sanremo 1978. Con questo brano Anna Oxa debutta sulla scena musicale all'età di 16 anni.
Negli anni successivi il brano sarà riproposto in nuove versioni, a volte anche in un medley che include "Pagliaccio azzurro", il singolo della stessa estate 1978. Nel 2001 il brano venne riproposto nell'album dell'artista intitolato L'eterno movimento, e lanciato come singolo dell'estate.

### Cover
Nel 1995, all'interno del programma Non è la Rai, Roberta Modigliani ha eseguito una cover inclusa successivamente nella compilation Non è la Rai gran finale.
Nel 2008 il brano viene riproposto e arrangiato dal gruppo Aram Quartet, vincitori della prima edizione di X Factor, e inserito nel loro EP di debutto ChiARAMente. Per il brano è stato realizzato anche un videoclip ufficiale.
Nel 2016 il brano viene utilizzato come colonna sonora del film Lo chiamavano Jeeg Robot, dove viene cantata dallo "Zingaro", il personaggio del film interpretato da Luca Marinelli.
Nel Festival di Sanremo 2017 viene riproposto da Paola Turci nella serata dedicata alle cover; la Turci poi lo pubblica come singolo.
Nel Festival di Sanremo 2020 viene riproposto da Le Vibrazioni e dai Canova, nella serata dedicata ai successi sanremesi.
Nel Festival di Sanremo 2023 la stessa Anna Oxa lo ripropone nella serata dedicata alle cover.

## Questa è vita
Il lato B del 45 giri conteneva il brano Questa è vita, cover di "Livin' thing" successo della Electric Light Orchestra, con il testo in italiano di Maurizio Monti.

## Tracce
Lato A
1. Un'emozione da poco – 4:10 (testo: Ivano Fossati – musica: Guido Guglielminetti; edizioni musicali RCA Musica)

Lato B
1. Questa è vita – 3:53 (testo: Maurizio Monti – musica: Jeff Lynne; edizioni musicali RCA)